# 東山温泉 (岐阜県)
東山温泉（ひがしやまおんせん）は、岐阜県中津川市蛭川にある温泉。

## 泉質
- 弱放射能冷鉱泉（ラジウム鉱泉）
  - 泉温　7.6℃[1][2]
- 源泉温度が極めて低いため、加温・加水および循環濾過方式にしている[3]

## 温泉地
恵那峡から下呂方面の途上の山中に、一軒宿の「東山ラジウム温泉・観音の湯」が存在する。
日帰り入浴可能で、浴室は男女別の内湯のみ。料理は地元で採れた松茸や鯉の甘露煮を味わえる。

## 歴史
昔から鉱泉に傷を浸すと治ると、近所の人の評判を得ていた
昭和26年（1951年）には、鉱物の研究家である長島乙吉が当地に訪れ、ラジウム鉱泉及び効能があることが判明。
昭和40年（1965年）には現在の旅館が開業した。

## アクセス
- 中央自動車道恵那ICから恵那峡・下呂方面へ車で20分。

- JR中央本線恵那駅からタクシーで20分。